# Hidenobu Yano
Yano Hidenobu (Kumamoto, 25 dicembre 1948) è un ex judoka giapponese (6 Dan), 2º posto coppa mondiale 1971 (battuto da Minami) e vincitore delle selezioni per le olimpiadi di Monaco (battendo Minami) alla quale non ha potuto partecipare causa infortunio.

## Biografia
Nasce nel 1948 in Giappone a Kumamoto (isola Kyunshu) inizia a praticare judo in tenera età.
Frequenta il liceo Chinzei di Kumamoto (lo stesso di Yamashita Yasuhiro) dove inizia la sua vita agonistica.
Frequenta l’università di economia dove diventa campione -60kg.

## Carriera
1971 partecipa alle selezioni per la coppa mondiale.
1972 si qualifica per le olimpiadi di monaco.
1972-1973 lavora da emissario del Kodokan Italia a Napoli dove impara l’italiano.
1974 termina le lezioni presso la palestra di Napoli e parte per insegnare in Sicilia.
1974-1982 Catania.
1982-1986 Brescia.
1989-1995 Lombardia: principalmente presso Yama Arashi(Piacenza), Ronin Monza(Monza), Asahi Cinisello (Cinisello Balsamo).

### Prima del 1972
Dopo essersi laureato in economia inizia ad uscire da un agonismo “scolastico” e a partecipare ai primi tornei Kodokan; nel 1971 arriva ad aggiudicarsi la possibilità di partecipare alla selezione per i campionati mondiali, arrivato ai vertici della finale perde uno Shai (incontro) contro Minami dopo 20 minuti di combattimento per un’immobilizzazione (Minami diventerà poi campione del mondo).
Nonostante la sconfitta nella finale riesce a catturare l’attenzione del maestro Otani che gli propone un ruolo nella federazione Kodokan.
Dopo un’attenta preparazione atletica, seguita anche dal Kodokan, partecipa alle selezioni per le Olimpiadi di Monaco, e dopo aver battuto Minami viene scelto come olimpionico del Giappone.
Causa infortunio alla caviglia non riuscirà a partecipare, in seguito gli verrà proposta una promozione a rappresentante estero del Kodokan in Italia.
Accettata la promozione inizia il suo periodo in Italia.